# Salvia cedrosensis
Salvia cedrosensis là một loài thực vật có hoa trong họ Hoa môi. Loài này được Greene miêu tả khoa học đầu tiên năm 1885.

## Hình ảnh

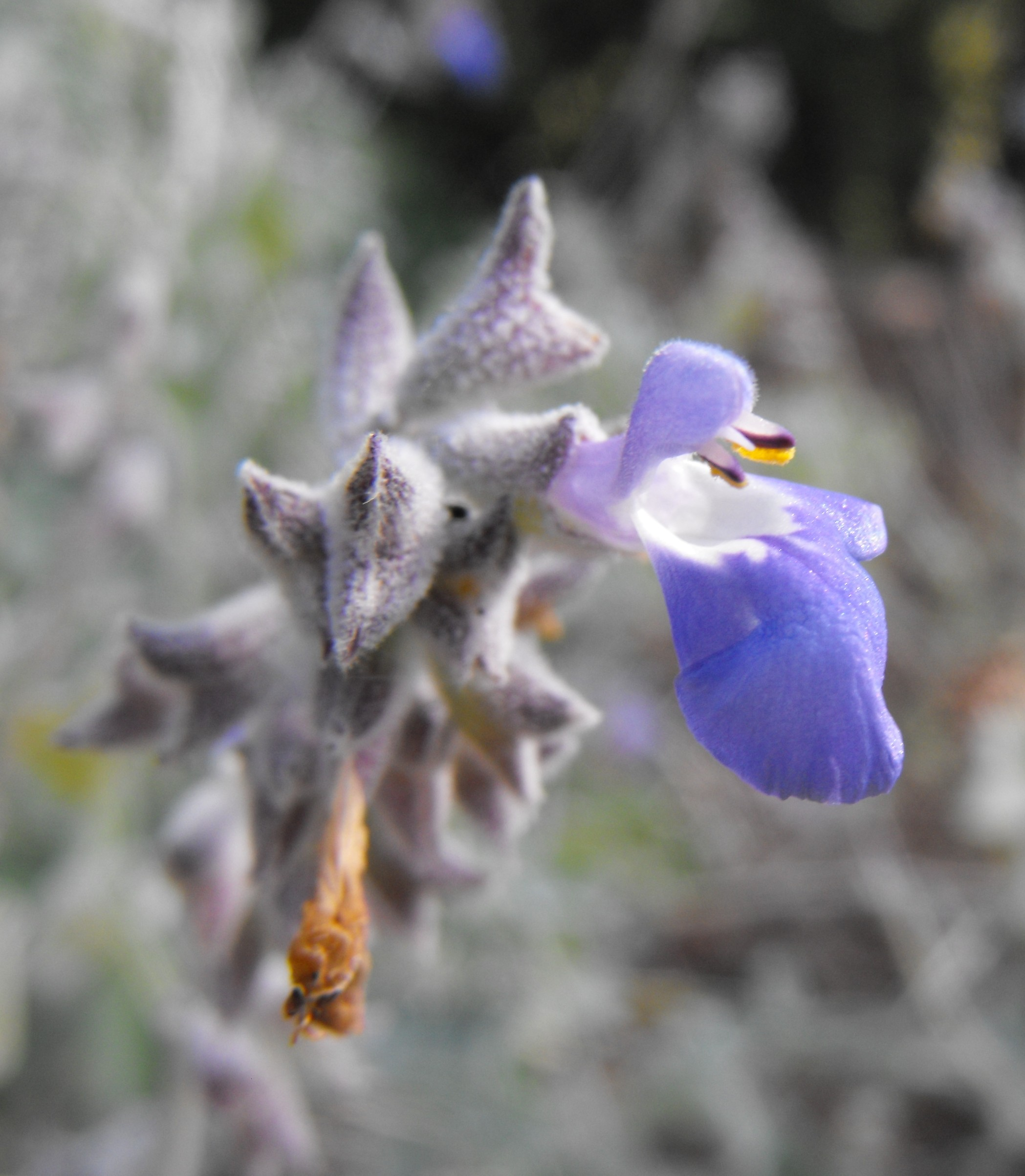